# François Le Clerc du Tremblay
François Joseph Le Clerc du Tremblay OFM Cap., znany jako Ojciec Józef (Père Joseph, ur. 4 listopada 1577 w Paryżu, zm. 18 grudnia 1638 w Rueil) – francuski duchowny, kapucyn, bliski doradca kardynała Richelieu, poeta, autor dziełek religijnych.

## Życiorys
W roku 1597 brał udział w specjalnym poselstwie do Londynu. Odgrywał znaczącą rolę w polityce europejskiej w dobie wojny trzydziestoletniej jako doradca i negocjator z ramienia kardynała Richelieu. Ze względu na kolor habitu zakonnego nadano mu przydomek szarej eminencji, stosowany następnie wobec postaci działających w najważniejszych sprawach, których rola pozostaje jednak niedostrzegalna dla szerokiej opinii. Był jednym z twórców siatki szpiegowskiej Richelieu w Europie oraz realizatorem i współtwórcą jego polityki zagranicznej; przewidywany na następcę kardynała na stanowisku pierwszego ministra Francji, ostatecznie zmarł kilka lat przed Richelieu. Nie doczekał się także nominacji kardynalskiej od papieża Urbana VIII, zablokowanej przez mocarstwa europejskie – Austrię i Hiszpanię.
Był zwolennikiem zaplanowanej krucjaty przeciwko Turkom. Angażował się w zakładanie ośrodków dla nawróconych z protestantyzmu. Jako wróg protestantyzmu dążył do przeciwstawienia sobie sił luterańskich i dworu austriackiego. Miał wpływ na rozwój misji kapucyńskich w Grecji, Egipcie, Abisynii i Maroku i Azji Mniejszej. Przyczynił się do reformy benedyktynów w Fontevraud i powstania kongregacji żeńskiej sióstr Naszej Pani z Kalwarii, dla których tworzył dziełka religijne.